# Зайцев, Борис Петрович (историк)
Бори́с Петро́вич За́йцев (30 ноября 1927, Еленинские Карьеры Бешевского района Сталинского округа (теперь г. Докучаевск Донецкой области.) — 23 января 2014, Харьков) — советский и украинский историк, специалист в области специальных исторических дисциплин, кандидат исторических наук (1969), доцент кафедры историографии, источниковедения и археологии Харьковского государственного университета (1973). Один из основателей эмблематики на Украине.

## Биография

### Детство
Родился 30 ноября 1927 в семье служащего; сестра — Лилия Петровна Зайцева. В 1934 году, в связи с переводом отца на работу в Сталинское рудоуправление, семья переехала на постоянное место жительства в г. Сталино (ныне г. Донецк) где проживала до начала октября 1941 г. Здесь он окончил шесть классов 18-й средней школы. В период Великой Отечественной войны, с октября 1941 года по октябрь 1943 года, вместе с семьёй находился в эвакуации на станции Ленинабад Таджикской ССР, где продолжил учёбу в железнодорожной школе.

### Юность
В феврале 1943 года вступил в ряды Всесоюзного Ленинского Коммунистического Союза Молодёжи.
После освобождения Сталинской области от немецко-фашистских оккупантов вернулся на родину, в пос. Еленовские карьеры, и продолжил учёбу в средней школе. Был избран секретарём школьной комсомольской организации. В начале декабря 1944 года прямо со школьной скамьи был мобилизован в ряды Красной Армии. В годы войны и в послевоенные годы воинскую службу проходил в зенитно-артиллерийских частях Московского округа противовоздушной обороны СССР (36-я отдельная зенитно-артиллерийская бригада, 1225-й и 1212-й зенитно-артиллерийские полки) рядовым, а затем сержантом-командиром дальномерного отделения приборного взвода зенитно-артиллерийской батареи. После демобилизации в марте 1951 года приехал в г. Яма (ныне г. Северск) Донецкой области. В 1951 году закончил 10-й класс Ямской вечерней школы рабочей молодежи и продолжил обучение на историческом факультете Харьковского государственного университета (1951—1956).

### Образовательная и научная деятельность
С октября 1955 года работал старшим лаборантом археологического музея университета. Заведующий археологическим музеем Харьковского университета (1959—1964). Во время работы в археологическом музее ежегодно принимал участие в археологических экспедициях, которые проводились на базе исторического факультета археологами К. Э. Гриневичем, Б. А. Шрамко и В. И. Кадеевым. Осуществил ряд самостоятельных археологических исследований памятников черняховской культуры в бассейне Северского Донца.
С 1964 года работал на кафедре историографии, вспомогательных исторических дисциплин и методики истории исторического факультета (теперь — кафедра историографии, источниковедения и археологии). В 1969 году защитил кандидатскую диссертацию «Эмблематика Советской Украины» (ХГУ, научный руководитель — проф. Е. И. Каменцева). Утвержден в звании доцента (1973). Заместитель декана исторического факультета по научной работе.
Основные научные интересы: нумизматика, геральдика, архивоведение, краеведение. Один из основателей эмблематики на Украине. В ХГУ преподавал специальные исторические дисциплины, архивоведение, историю древних обществ, параллельно преподавал в Харьковском институте культуры.
Автор более 400 научных, научно-методических и научно-популярных работ.
За значительный вклад в развитие краеведческого движения на Украине Президиум правления Всеукраинского союза краеведов присвоил Б. П. Зайцеву звание «Почетный член Всеукраинского союза краеведов» (1996). В составе кафедры стал лауреатом Республиканской премии им. Д. И. Яворницкого Всеукраинского союза краеведов (1997). Награждён орденом «За мужество» III степени, имеет девять медалей, в том числе «За победу над Германией в Великой Отечественной войне 1941—1945 годов».
Был членом редакционных коллегий серий сборников архивных документов и материалов «Старовинні міста Харківщини» и «Краю мій, Слобожанщино!». Участвовал в работе геральдической комиссии при Харьковском горисполкоме. Вместе с В. В. Поповым (тогда студентом 5 курса исторического факультета) участвовал во всеукраинском конкурсе по созданию эскиза Большого Государственного Герба Украины (1996).

### Смерть
Умер 23 января 2014 года в Харькове.

## Основные работы
- Історія створення першої радянської печатки // АУ. — 1966. — № 6.
- Емблема професійної Спілки робітніків-металістів (1923—1931 рр.) // Історичні джерела та їх використання. — 1969. — Вип. 4.
- Перші радянські бойові нагороди: метод. посібник (Х., 1976, у співавторстві).
- Університет в 1946—1980 рр. // Харківський державний університет, 1805—1980 (Х., 1980, в соавторстве).
- Історія архівної справи в України // Архівознавство та археологія (Х., 2006, у співавторстві).